# ATP World Tour Finals 2013
El Barclays ATP World Tour Finals 2013, també anomenada Copa Masters masculina 2013, és l'esdeveniment que tanca la temporada 2012 de tennis en categoria masculina. La 44a edició en individual i la 38a en dobles es van celebrar sobre pista dura entre el 4 i l'11 de novembre de 2013 al The O2 arena de Londres, Regne Unit.
El tennista serbi Novak Đoković va revalidar el títol aconseguit l'any anterior i guanyant aquest títol per tercera ocasió.

## Individuals

### Classificació
| Rq | Jugador               | Punts  | Torneigs | Data de classificació  |
| -- | --------------------- | ------ | -------- | ---------------------- |
| 1  | Rafael Nadal          | 12.030 | 19       | 10 de juny de 2013     |
| 2  | Novak Đoković         | 10.610 | 17       | 19 d'agost de 2013     |
| 3  | David Ferrer          | 5.800  | 24       | 7 d'octubre de 2013    |
| −  | Andy Murray           | 5.790  | 19       | 10 de setembre de 2013 |
| 4  | Juan Martín del Potro | 5.055  | 20       | 12 d'octubre de 2013   |
| 5  | Tomáš Berdych         | 3.980  | 23       | 23 d'octubre de 2013   |
| 6  | Roger Federer         | 3.805  | 18       | 30 d'octubre de 2013   |
| 7  | Stanislas Wawrinka    | 3.330  | 24       | 31 d'octubre de 2013   |
| 8  | Richard Gasquet       | 3.300  | 24       | 31 d'octubre de 2013   |

- En vermell els tennistes que renuncien a participar en el torneig.

### Fase grups

#### Grup A
| Rq | Jugador            | R. Nadal       | D. Ferrer        | T. Berdych       | S. Wawrinka      | V − D | Sets  | Jocs    | Pos. |
| -- | ------------------ | -------------- | ---------------- | ---------------- | ---------------- | ----- | ----- | ------- | ---- |
| 1  | Rafael Nadal       |                | 6−3, 6−2         | 6−4, 1−6, 6−3    | 7−6(5), 7−6(6)   | 3 − 0 | 6 − 1 | 39 − 30 | 1    |
| 3  | David Ferrer       | 3−6, 2−6       |                  | 4−6, 4−6         | 7−6(3), 4−6, 1−6 | 0 − 3 | 1 − 6 | 25 − 42 | 4    |
| 5  | Tomáš Berdych      | 4−6, 6−1, 3−6  | 6−4, 6−4         |                  | 3−6, 7−6(0), 3−6 | 1 − 2 | 4 − 4 | 38 − 39 | 3    |
| 7  | Stanislas Wawrinka | 6−7(5), 6−7(6) | 6−7(3), 6−4, 6−1 | 6−3, 6−7(0), 6−3 |                  | 2 − 1 | 4 − 4 | 48 − 39 | 2    |

#### Grup B
| Rq | Jugador               | N. Đoković       | J.M. del Potro   | R. Federer       | R. Gasquet       | V − D | Sets  | Jocs    | Pos. |
| -- | --------------------- | ---------------- | ---------------- | ---------------- | ---------------- | ----- | ----- | ------- | ---- |
| 2  | Novak Đoković         |                  | 6−3, 3−6, 6−3    | 6−4, 6−7(2), 6−2 | 7−6(5), 4−6, 6−3 | 3 − 0 | 6 − 3 | 50 − 40 | 1    |
| 4  | Juan Martín del Potro | 3−6, 6−3, 3−6    |                  | 6−4, 6−7(2), 5−7 | 6−7(4), 6−3, 7−5 | 1 − 2 | 4 − 5 | 48 − 48 | 3    |
| 6  | Roger Federer         | 4−6, 7−6(2), 2−6 | 4−6, 7−6(2), 7−5 |                  | 6−4, 6−3         | 2 − 1 | 5 − 3 | 43 − 42 | 2    |
| 8  | Richard Gasquet       | 6−7(5), 6−4, 3−6 | 7−6(4), 3−6, 5−7 | 4−6, 3−6         |                  | 0 − 3 | 2 − 6 | 37 − 48 | 4    |

### Fase final
|  | Semifinals | Semifinals    | Semifinals    | Semifinals | Semifinals |                    |              | Final | Final | Final | Final | Final |
|  |            |               |               |            |            |                    |              |       |       |       |       |       |
|  | 1          | Rafael Nadal  | 7             | 6          |            |                    |              |       |       |       |       |       |
|  | 6          | Roger Federer | 5             | 3          |            |                    |              |       |       |       |       |       |
|  | 6          | Roger Federer | 5             | 3          |            | 1                  | Rafael Nadal | 3     | 4     |       |       |       |
|  |            |               |               |            |            | 1                  | Rafael Nadal | 3     | 4     |       |       |       |
|  |            | 2             | Novak Đoković | 6          | 6          |                    |              |       |       |       |       |       |
|  | 7          | 2             | Novak Đoković | 6          | 6          | Stanislas Wawrinka | 3            | 3     |       |       |       |       |
|  | 7          |               |               |            |            | Stanislas Wawrinka | 3            | 3     |       |       |       |       |
|  | 2          | Novak Đoković | 6             | 6          |            |                    |              |       |       |       |       |       |

## Dobles

### Classificació
| Rq | Jugador                                | Punts  | Torneigs | Data de classificació  |
| -- | -------------------------------------- | ------ | -------- | ---------------------- |
| 1  | Bob Bryan Mike Bryan                   | 14.355 | 21       | 10 de juny de 2013     |
| 2  | Alexander Peya Bruno Soares            | 7.285  | 23       | 10 de setembre de 2013 |
| 3  | Ivan Dodig Marcelo Melo                | 4.135  | 18       | 21 d'octubre de 2013   |
| 4  | Marcel Granollers Marc López           | 3.800  | 23       | 21 d'octubre de 2013   |
| 5  | Aisam-Ul-Haq Qureshi Jean-Julien Rojer | 3.395  | 27       | 31 d'octubre de 2013   |
| 6  | David Marrero Fernando Verdasco        | 3.370  | 20       | 31 d'octubre de 2013   |
| 7  | Leander Paes Radek Štěpánek            | 2.990  | 7        | 10 de setembre de 2013 |
| 8  | Mariusz Fyrstenberg Marcin Matkowski   | 2.955  | 22       | 2 de novembre de 2013  |

### Fase grups

#### Grup A
| Rq | Jugadors                             | B. Bryan M. Bryan    | I. Dodig M. Melo | A-U-H. Qureshi J-J. Rojer | M. Fyrstenberg M. Matkowski | V − D | Sets  | Jocs    | Pos. |
| -- | ------------------------------------ | -------------------- | ---------------- | ------------------------- | --------------------------- | ----- | ----- | ------- | ---- |
| 1  | Bob Bryan Mike Bryan                 |                      | 6−3, 3−6, [8−10] | 7−6(3), 1−6, [14−12]      | 4−6, 6−3, [10−5]            | 2 − 1 | 5 − 4 | 29 − 31 | 2    |
| 3  | Ivan Dodig Marcelo Melo              | 3−6, 6−3, [10−8]     |                  | 7−5, 3−6, [11−9]          | 6−3, 3−6, [10−2]            | 3 − 0 | 6 − 3 | 31 − 29 | 1    |
| 5  | A-U-H. Qureshi Jean-Julien Rojer     | 6−7(3), 6−1, [12−14] | 5−7, 6−3, [9−11] |                           | 3−6, 6−7(8)                 | 0 − 3 | 2 − 6 | 32 − 32 | 4    |
| 8  | Mariusz Fyrstenberg Marcin Matkowski | 6−4, 3−6, [5−10]     | 3−6, 6−3, [2−10] | 6−3, 7−6(8)               |                             | 1 − 2 | 4 − 4 | 30 − 30 | 3    |

#### Grup B
| Rq | Jugadors                        | A. Peya B. Soares | M. Granollers M. López | D. Marrero F. Verdasco | L. Paes R. Štěpánek | V − D | Sets  | Jocs    | Pos. |
| -- | ------------------------------- | ----------------- | ---------------------- | ---------------------- | ------------------- | ----- | ----- | ------- | ---- |
| 2  | Alexander Peya Bruno Soares     |                   | 3−6, 6−4, [10−5]       | 6−3, 7−5               | 3−6, 7−5, [8−10]    | 2 − 1 | 5 − 3 | 33 − 30 | 1    |
| 4  | Marcel Granollers Marc López    | 6−3, 4−6, [5−10]  |                        | 1−6, 4−6               | 4−6, 7−6(5), [10−8] | 1 − 2 | 3 − 5 | 27 − 34 | 4    |
| 6  | David Marrero Fernando Verdasco | 3−6, 5−7          | 6−1, 6−4               |                        | 6−4, 7−6(5)         | 2 − 1 | 4 − 2 | 33 − 28 | 2    |
| 7  | Leander Paes Radek Štěpánek     | 6−3, 5−7, [10−8]  | 6−4, 6−7(5), [8−10]    | 4−6, 6−7(5)            |                     | 1 − 2 | 3 − 5 | 34 − 35 | 3    |

### Fase final
|  | Semifinals | Semifinals                      | Semifinals           | Semifinals | Semifinals |     |                                 | Final | Final | Final | Final | Final |
|  |            |                                 |                      |            |            |     |                                 |       |       |       |       |       |
|  | 3          | Ivan Dodig Marcelo Melo         | 6¹⁰                  | 5          |            |     |                                 |       |       |       |       |       |
|  | 6          | David Marrero Fernando Verdasco | 7                    | 7          |            |     |                                 |       |       |       |       |       |
|  | 6          | David Marrero Fernando Verdasco | 7                    | 7          |            | 6   | David Marrero Fernando Verdasco | 7     | 63    | [10]  |       |       |
|  |            |                                 |                      |            |            | 6   | David Marrero Fernando Verdasco | 7     | 63    | [10]  |       |       |
|  |            | 1                               | Bob Bryan Mike Bryan | 5          | 7          | [7] |                                 |       |       |       |       |       |
|  | 1          | 1                               | Bob Bryan Mike Bryan | 5          | 7          | [7] | Bob Bryan Mike Bryan            | 4     | 6     | [10]  |       |       |
|  | 1          |                                 |                      |            |            |     | Bob Bryan Mike Bryan            | 4     | 6     | [10]  |       |       |
|  | 2          | Alexander Peya Bruno Soares     | 6                    | 4          | [8]        |     |                                 |       |       |       |       |       |